# Синкевич, Вячеслав Григорьевич
Синкевич, Вячеслав Григорьевич (род. 19 мая 1965, Алма-Ата, Казахстан) — российский художник.

## Карьера
Родился 19 мая 1965 года в г. Алма-Ата. Окончил Алма-Атинское художественное училище в 1986 г. В это же время переехал в Санкт-Петербург. В 1989 году познакомился с китайскими художниками и изучал китайскую традиционную живопись гохуа под руководством художника Хань Лэдзи.
Практические занятия с носителями восточной изобразительной традиции позволили Вячеславу освоить множество неизвестных живописных приемов и нюансов.
В настоящее время Вячеслав живёт и работает в Санкт-Петербурге. Он непрерывно совершенствуется, пишет художественные работы, ведет курсы китайской живописи, занимается декорированием интерьеров и является признанным мастером китайской традиционной живописи.
Является участником многочисленных персональных и коллективных выставок.
Член Союза Русских Художников с 2019 года. Член Евразийского Художественного Союза с 2019 года. Член Общества Акварелистов Санкт-Петербурга с 2019 года. Член Профессионального союза художников с 2019 года. Включен в Единый художественный рейтинг России с категорией 5-В (сложившийся профессиональный художник).

## Авторская техника и творческие принципы
Вячеслав Синкевич работает в разнообразных живописных техниках, используя акварель, акрил, темперу, клеевые краски. Художник является автором многочисленных панно и ширм, выполненных в оригинальной японской технике Нихонга.
Тесное общение с носителями азиатской культуры позволило В. Синкевичу освоить большое количество традиционных техник и методов, объединить их с европейскими и выработать свою самобытную живописную манеру.
Художник должен считать природу своим наставником и уметь выражать внутренние переживания на живописном полотне, - считает автор.
Ранний период творчества В. Синкевича тесно связан с азиатской живописью. В своей основе этот вид искусства содержит глубокий символический аспект, это в большей степени отразилось на всем творчестве художника.
Идея происхождения мира волновала человечество на всем протяжении развития цивилизации. И во многих космогонических мифах яйцо является символом мироздания. Яйцо как символ начала жизни и совершенная форма в природе играло весомую роль в истории мирового искусства. Именно этой теме посвящен большой пласт творчества В. Синкевича.
Художник не остается в стороне от вопросов экологии и некоторые из его работ посвящены теме защиты природы. Серия работ «Сны кораблей Арала» посвящена крупнейшей экологической катастрофе XX века - гибели Аральского моря, совершенной по вине человека.

### Персональные выставки
- 1991, 1993, 1995, 1997, 1999 — галерея «Лавка художника» (СПб).
- Июнь 2010 г. — выставка живописи на шелке и рисовой бумаге «Восточная комната». Центр графики, живописи и дизайна StArt Академия (СПб).
- Май 2013 г. — «Сад одного цветка», выставка в рамках проекта «Ветка сакуры» — галерея «СтартАкадемия» (СПб).
- Июль-август 2013 г. — выставка «Белые ночи — чёрной тушью» в библиотечно-информационном и культурном центре искусства и музыки ЦГПБ им. В. В. Маяковского.
- Октябрь 2013 г. — выставка "Японская поэзия хайку" в Библиотеке № 4 им. А. А. Прокофьева Фрунзенского района (СПб).
- 5 апреля 2014 г. — 14-й фестиваль «Японская осень в СПб. Ветка сакуры» в ГБУК «Централизованная библиотечная система Васильевского района» Библиотека № 5.

### Коллективные выставки
- 2001 г. — «Зимний салон» — ВЦ «Невограф» (СПб). «Искусство Санкт-Петербурга» .
- С 2010 г. начало сотрудничества с Лондонской галереей «Artists of Russia». С этого момента — периодические сезонные выставки в Лондоне, Дублине, Эдинбурге. Также, художественные работы находятся в галерее «Rosarta», Роттердам.
- Ноябрь 2013 г. — участие в выставке «Арт Анфас Япония: Традиции и современность»— Государственный музей городской скульптуры
- 26 – 29 ноября 2014 г. — Участие в XXIII Международной выставке «Зоосфера», Экспофорум СПб.
- Ноябрь 2014 г. — участие в Международном фестивале искусств «Живой Финский залив» — СПб, Центр книги и графики.
- Декабрь 2014 г. — участие в выставке «Время, которого нет» — СПб, Центр книги и графики.
- Декабрь 2015 г. — участие в выставке «Китай глазами русских художников» СПб ГБУ «ЦБС Московского района» Выставочный зал.
- Июль 2015 г. — участие в выставке «Кумиры» — Музей Анны Ахматовой в Фонтанном Доме.
- Сентябрь 2015 г. — участие в «ЗооАрт» — Новый выставочный зал Государственного музея городской скульптуры
- Ноябрь 2015 г. - участие во II Международном фестивале искусств "Живой Финский залив" в музее современного искусства «Артмуза» В.О. 13 линия, 70
- Август 2017 г. — участие в выставке "25 лет становление и обретение" — СПб ГБУ «ЦБС Московского района» Выставочный зал.
- Февраль 2017 г. — участие в коллективной выставке «Горы и воды» в Санкт-Петербургском Союзе художников.
- Июнь 2017 г. — участие в Первой международной выставке «Портрет кошки» — в Санкт-Петербургском Союзе художников.
- 25 ноября 2017 г. — участие в выставке «Земля цветущая», посвященной году экологии. КДЦ Московский, Московский пр., 152.
- 13 – 18 марта 2018 г. — участие в выставке «VIA EST VITA» — в.Санкт-Петербургском Союзе художников.
- 8 – 25 июня 2018 г. — участие в выставке «Предметный разговор» bulthaup Design Gallery St. Petersburg.
- 11 – 4 октября 2018 г. — участие во Втором международном фестиваль китайской живописи гунби, ЦДХ г. Москва
- 4 – 21 октября 2018 г. — участие во Второй международной выставке «Портрет кошки» — в Санкт-Петербургском Союзе художников.
- Ноябрь 2019 г. — участие в Х Международной Биеннале «Арт- Мост- Акварель». Санкт-Петербург.
- Июнь 2020 г. – участие в 3 Международной биеннале «Современная акварель». Крым, Алушта
- Февраль 2020 г. — участие в проекте творческой группы «10» "Города прошлого, города будущего". Санкт-Петербург.
- Декабрь 2020 г. — участие в проекте творческой группы «10» «Земля благословенная». Санкт-Петербург.
- Ноябрь 2021 г. — участие в XI Международной биеннале «Арт-Мост-Акварель – 2021» Санкт-Петербург.
- Декабрь 2021 г. — участие в Четвертой Международной выставке «Портрет кошки». Санкт-Петербург.
- Август 2022 г. — участие в XVIII Выборгском акварельном пленэре Viborg a la Prima – 2022.
- Октябрь 2022 г. — участие в выставке "Выборгское время - восемь веков" в залах Выборгского замка.
- Декабрь 2022 г. — участие в выставке «Возрождение». Галерея «Мастер», Санкт-Петербург.
- Июнь 2023 г. — участие в 6 Международном акварельном фестивале в Тбилиси.
- 1–12 августа 2023 г. — участие в XX Выборгском акварельном пленэре и выставке в залах Выборгского замка «Выборг - историческая энциклопедия»
- Август 2023 г. — участие в выставке "Арт-Фауна 2023". Санкт-Петербург.
- Сентябрь 2023 г. — участие в XXXI международном фестивале искусств «Мастер-класс». Санкт-Петербург.
- Октябрь 2023 г. — участие в Выставке петербургских художников «Истоки» в Изваре.
- Декабрь 2023 г. — участие в XII МЕЖДУНАРОДНОЙ БИЕННАЛЕ АРТ-МОСТ-АКВАРЕЛЬ — 2023.
- Декабрь 2023 г. — участие в выставке «Рождественская сказка», г. Тихвин.
- Февраль 2024 г. — участие в выставке «Эра Водолея — Возрождение России». Санкт-Петербург, галерея .Галерея «Мастер»
- Февраль 2024 г. — участие в выставке петербургских художников «По святым местам» г. Тихвин.
- Март 2024г. – участие в коллективной выставке « Мы северяне»  в Новгородском центре современного искусства

## Крупные проекты
С 2013 г. Вячеслав Синкевич является участником проекта «Ветка Сакуры», задуманного АНО «Центр культурных программ», как постоянно действующий проект, показывающий отношение творческих людей Санкт-Петербурга к культуре и искусству Японии. В рамках проекта художник принимал активное участие в выставках и мастер- классах для детей Санкт-Петербурга. Первое мероприятие проекта «Ветка Сакуры» – выставка живописи Вячеслава Синкевича «Сад одного цветка» (17.05-15.07 2013 г.) – проведенное в честь весеннего японского праздника «День Зелени». Партнерами в осуществлении проекта стали Консульство Японии в Санкт-Петербурге, Центр графики, живописи и дизайна StArt Академия, подростково-молодежный клуб «Ленинградец» Василеостровского района, школа № 581 Приморского района.
Художник является участником ряда международных арт-проектов. В мае 2019 г. в составе группы профессиональных художников В.Синкевич принимал участие в Международном арт-пленэре в Румынии, Северная Буковина. В июле этого же года, для проведения многодневного пленэра, художников из разных стран приютил небольшой латвийский городок Цесвайне. В октябре 2019 г. участвовал в Международном Фестивале «Краски осени Абхазии» в Сухуми.
С 2023 г. художник принимает участие в Международном фестивале искусств «Мастер-класс», который ежегодно осенью стартует на  Дворцовой площади Санкт-Петербурга. Программа фестиваля обширна и разнообразна. Она включает в себя пленэры в исторически и культурно значимых местах, связанных с историей и культурой России, выставки художников - участников фестиваля на различных площадках города, спектакли и презентации в галерее "Мастер», Санкт-Петербург.
Участник проекта «Малая родина», организованного представителями галереи «Мастер». Цель проекта – изучение истории Ленинградской области.
В рамках проекта осуществляются организованные пленэрные поездки художников к известным крепостям, заброшенным усадьбам и другим знаковым архитектурным сооружениям с последующими презентациями и выставками.
Участник Всероссийской социально-патриотической Акции «Портрет циркового героя» 2025г. Мероприятие приурочено к празднованию 80-летия Победы в Великой Отечественной войне 1941–1945 гг. Основная цель акции направлена на увековечение памяти героев Второй мировой войны через художественное творчество.
На протяжении многих лет В. Синкевич является преподавателем китайской живописи. На базе курсов по китайской живописи возникала школа китайской живописи под руководством В. Синкевича.
В октябре 2024 года ученики школы стали участниками выставки «Живая кисть: анималистика в китайской живописи» в рамках уникального проекта Зооарт, организованного М. Красильноковой при поддержке правительства Санкт-Петербурга. Основная цель проекта  - защита окружающей среды, диких и обездоленных животных, находящихся в приютах. Экспозиция была открыта в музее Дом архитектора Санкт-Петербурга.

## Благотворительные проекты
В. Синкевич в числе многих художников щедро делится плодами своего творчества с медицинскими учреждениями С.-Петербурга.  Творческой группой «10», членом которой является Вячеслав, осуществлены благотворительные акции. Художники дарят свои работы ФГБУ НМИЦ детской травматологии и ортопедии имени Турнера.
В феврале 2025 года в дар ПСПбГМУ им. акад. И. П. Павлова на кафедру Госпитальной хирургии переданы картины петербургских художников ТГ «10».
Синкевич является участником проекта В. А. Савюк «Душа с душою говорит». Цель проекта - оформление российских домов престарелых авторскими картинами современных художников.